# Віковий дуб (Маньківський район)
Віковий дуб — ботанічна пам'ятка природи місцевого значення. Об'єкт розташований на території Маньківського району Черкаської області, село Дзензелівка урочище «Поляна».
Площа — 0,01 га, статус отриманий у 1972 році.